# Маценко Єгор Геннадійович
Єгор Геннадійович Маценко (нар. 23 січня 2002, с. Лисянка, Черкаська область, Україна) — український футболіст, лівий захисник польського клубу «Шльонськ» (Вроцлав).

## Клубна кар'єра
Народився в селищі Лисянка Черкаської області. Футболом розпочав займатися в академії «Динамо» (Київ). У 16-річному віці переїхав до Польщі, де спочатку приєднався до столичного «Урсуса», а згодом до варшавської «Легії».
У лютому 2022 року перейшов до складу іншого представника Екстракляси, «Шльонськ». Спочатку був переведений до резервної команди, за яку дебютував 12 березня 2022 року в програному (0:4) поєдинку Другої ліги Польщі проти краківської «Гарбарні». Євген вийшов на поле на 84-й хвилині замість Себастьяна Бергера. Виступав у команді протягом півтора року. Дебютував за першу команду вроцлавського клубу 20 березня 2023 року в переможному (3:1) домашньому поєдинку 5-го туру Екстракляси проти познанського «Леха». Маценко вийшов на поле на 89-й хвилині замість Патрика Янасіка.

## Кар'єра в збірній
6 березня 2024 року Єгор Маценко отримав виклик від Руслана Ротаня до попереднього списку гравців олімпійської збірної України для підготовки до участі в літній Олімпіаді 2024 року. У футболці олімпійської збірної України дебютував 25 березня 2024 року в програному (0:2) виїзному товариському поєдинку проти олімпійської збірної Японії. Єгор вийшов на поле на 71-й хвилині замість Олексія Сича.

## Досягнення
Чемпіонат Польщі
- Срібний призер: 2023/24